# Блейн (округ, Оклахома)
Шаблон:StateAbbr_ 35°53′ пн. ш. 98°26′ зх. д. / 35.88° пн. ш. 98.43° зх. д.
Округ Блейн (англ. Blaine County) — округ (графство) у штаті Оклахома, США. Ідентифікатор округу 40011.

## Історія
Округ утворений 1892 року.

## Демографія
За даними перепису 
2000 року 
загальне населення округу становило 11976 осіб, зокрема міського населення було 4651, а сільського — 7325.
Серед мешканців округу чоловіків було 6514, а жінок — 5462. В окрузі було 4159 домогосподарств, 2867 родин, які мешкали в 5208 будинках.
Середній розмір родини становив 3,08.
Віковий розподіл населення поданий у таблиці:
| Стать    | До 15 років | 15-21 | 22-29 | 30-39 | 40-49 | 50-65 | 65-85 | Понад 85 |
| -------- | ----------- | ----- | ----- | ----- | ----- | ----- | ----- | -------- |
| Чоловіки | 1182        | 645   | 852   | 1092  | 1017  | 897   | 733   | 96       |
| Жінки    | 1154        | 520   | 391   | 608   | 753   | 850   | 964   | 222      |

## Суміжні округи
- Мейджор — північ
- Кінгфішер — схід
- Канадіян — південний схід
- Каддо — південь
- Кастер — південний захід
- Дьюї — північний захід

## Виноски
1. ↑  U.S. Decennial Census. United States Census Bureau. Архів оригіналу за 26 квітня 2015. Процитовано 18 лютого 2015.
2. ↑  Historical Census Browser. University of Virginia Library. Архів оригіналу за 26 грудня 2013. Процитовано 18 лютого 2015.
3. ↑  Forstall, Richard L., ред. (27 березня 1995). Population of Counties by Decennial Census: 1900 to 1990. United States Census Bureau. Архів оригіналу за 19 лютого 2015. Процитовано 18 лютого 2015.
4. ↑  Census 2000 PHC-T-4. Ranking Tables for Counties: 1990 and 2000 (PDF). United States Census Bureau. 2 квітня 2001. Архів оригіналу (PDF) за 18 грудня 2014. Процитовано 18 лютого 2015.
5. ↑  State & County QuickFacts. United States Census Bureau. Архів оригіналу за 7 липня 2011. Процитовано 8 листопада 2013. [Архівовано 2011-06-06 у Wayback Machine.](англ.) Наведено за англійською вікіпедією.
6. ↑  American FactFinder. Бюро перепису населення США. Архів оригіналу за 26 лютого 2012. Процитовано 31 січня 2008. [Архівовано 2008-05-21 у Wayback Machine.]

| США | Це незавершена стаття з географії США. Ви можете допомогти проєкту, виправивши або дописавши її. |